# Margerides
Margerides är en kommun i departementet Corrèze i regionen Nouvelle-Aquitaine i de centrala delarna av Frankrike. Kommunen ligger  i kantonen Bort-les-Orgues som tillhör arrondissementet Ussel. År 2022 hade Margerides 284 invånare.

## Befolkningsutveckling
Antalet invånare i kommunen Margerides
Referens:INSEE